# Hacinas
Hacinas es un municipio y localidad española de la provincia de Burgos, en la comunidad autónoma de Castilla y León, comarca de Sierra de la Demanda, partido judicial de Salas de los Infantes. Se ubica a 4 km de Salas de los Infantes y a 13 del monasterio benedictino y la localidad de Santo Domingo de Silos. En las proximidades de la localidad hay un pico del mismo nombre.
Tiene una población de 143 habitantes (INE 2019). Su economía se basa en la agricultura, la ganadería, la hostelería, los servicios, la industria alimentaria y maderera y la construcción. Existe un incipiente sector del turismo, que explota recursos como los árboles fósiles.

## Geografía
Integrado en la comarca de La Demanda y Pinares, se sitúa a 59 kilómetros de Burgos. El término municipal está travesado por la carretera nacional N-234, entre los pK 433 y 435 y la carretera provincial BU-910, que se dirige hacia Carazo. El relieve del municipio es predominantemente llano, pero a gran altura. El río de Gete y Hacinas discurre por el territorio municipal. La altitud oscila entre los 1046 metros al sureste y los 960 metros a orillas del río. El pueblo se alza a 1004 metros sobre el nivel del mar. 
| Noroeste: Ledanía de Hacinas y Salas de los Infantes | Norte: Ledanía de Salas de los Infantes, Hacinas y Castrillo de la Reina | Nordeste: Ledanía de Salas de los Infantes, Hacinas y Castrillo de la Reina |
| Oeste: Ledanía de Hacinas y Salas de los Infantes    |                                                                          | Este: Ledanía de Salas de los Infantes, Hacinas y Castrillo de la Reina     |
| Suroeste: Ledanía de Hacinas y Salas de los Infantes | Sur: Ledanía de Hacinas y Salas de los Infantes                          | Sureste: Ledanía de Salas de los Infantes, Hacinas y Castrillo de la Reina  |

## Historia
Las ruinas del castillo de Hacinas se hallan en lo más alto del pueblo. Esta construcción, probablemente levantada a finales del siglo IX, tuvo un destacado papel por su ubicación estratégica durante los conflictos entre el condado de Castilla y el reino de Navarra.
El mayor atractivo turístico y científico de la villa de Hacinas son los árboles fósiles. Los primeros restos aparecieron en los años cuarenta del siglo XIX, enterrados y rodeados de material fluvial. El primer árbol fósil se trasladó a la localidad en el año 1976 y quedó expuesto al público. Más tarde se trasladaron otros y en la actualidad, se exponen en Hacinas tres árboles fósiles. Además de éstos, existen al menos otros siete enterrados. Desde finales de enero de 2009 se encuentra abierto al público el Centro de Visitantes del Árbol Fósil, en el que el visitante puede contemplar la reconstrucción del ambiente primitivo de hace 120 millones de años, fósiles vegetales de distintas épocas geológicas, informaciones sobre los bosques fósiles en España o los más famosos bosques petrificados en el mundo. Todo esto convierte a Hacinas en uno de los mejores pueblos de la sierra de la Demanda.

## Demografía
Hacinas cuenta con una población de 147 habitantes (INE 2024).
| Gráfica de evolución demográfica de Hacinas entre 1842 y 2021 |
| |
| Población de derecho según los censos de población del INE Población de hecho según los censos de población del INEEn estos censos se denominaba Acinas: 1842, 1857, 1860, 1877 y 1887. |

## Cultura

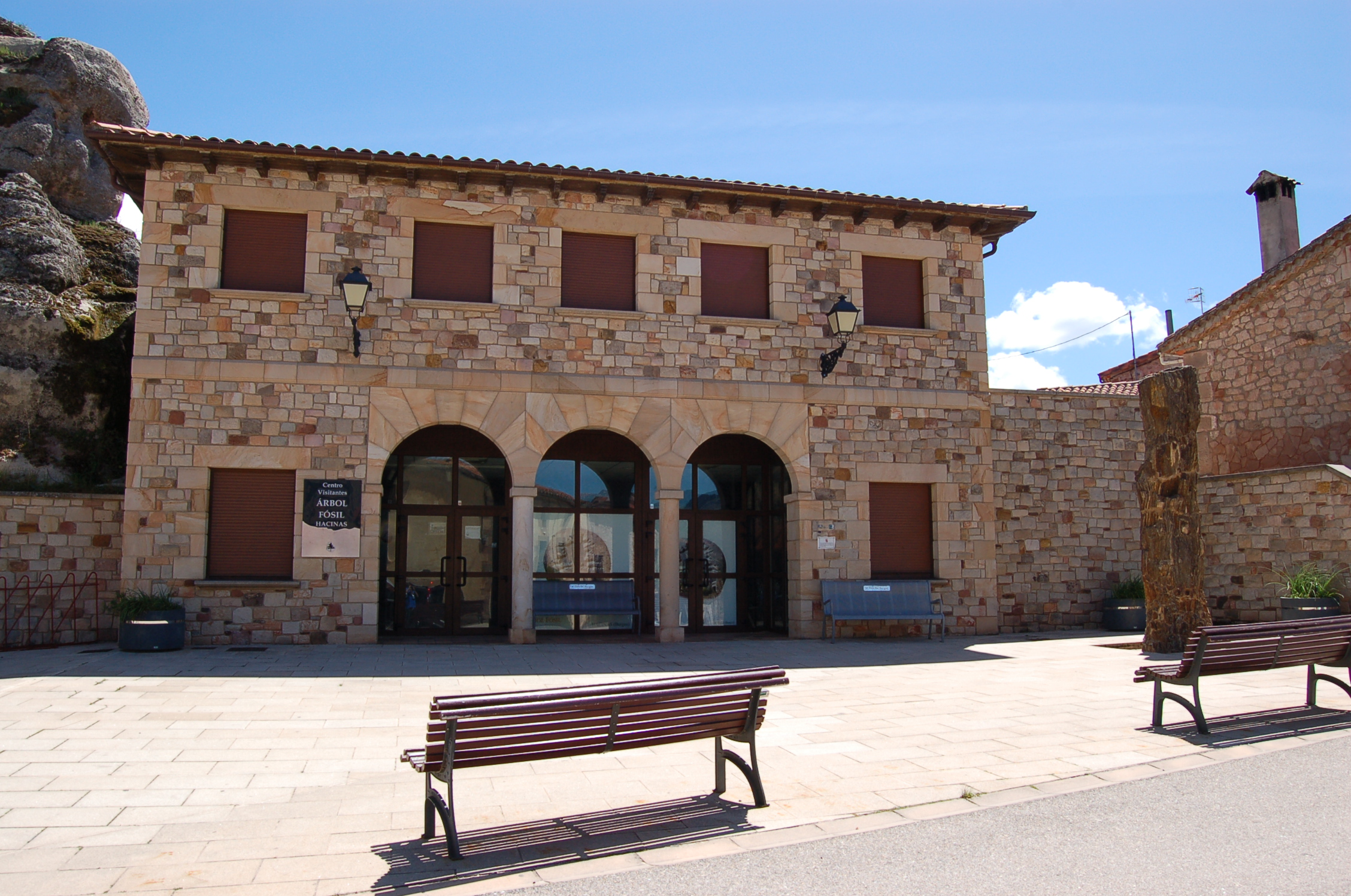
Museo del Árbol Fósil

### Fiestas y tradiciones
- Romería de Santa Lucía (domingo anterior a san Mateo)
- Carnaval, interesante carnaval con la presencia de pintorescos personajes: la Tarasca, la Curra y los Comarrajos.
- Festival Folk
- Certamen Cante Popular
- Fiesta de El Reinado
- Canto a los novios

### El Reinado de Navidad
El Reinado es un festejo ancestral de la juventud de Hacinas, y fuertemente arraigado en ella. Se celebraba en Navidad, abarcando hasta las fiestas de los Reyes. Si tenía lugar, pues no todos los años se celebraba, se anunciaba al anochecer del día 30 de noviembre, fiesta de San Andrés, con una especie de pasacalles, al son de la dulzaina y el tambor. El grupo de jóvenes que componían el Reinado, elegían entre ellos al que había de hacer de Rey e, igualmente, al Virrey. 
Otro sería el abanderado, o portador de la bandera. El día de Navidad, a la salida de la misa, elegían a la reina, de entre las mozas, colocando sobre la cabeza de la elegida, el sombrero del Rey. Así comenzaba el reinado, uno de cuyos actos, sería el baile a la bandera por el rey y la reina. Luego distintos juegos, como el de la garrocha, en que formados dos bandos lanzaban una especie de porras, como en una carrera de relevos, hasta un lugar prefijado y, luego, retorno al punto de partida.  
El bando, que primero llegaba a la meta, era el vencedor. Entre tanto el público trataba de arrebatar la lanzadera, o prendas de la reina y de los componentes del Reinado, y meterlos en la taberna. Si esto se conseguía los del Reinado debían de satisfacer el rescate, que consistía en pagar alguna consumición al valiente, que habrá conseguido quitarles la prenda.
El día de Año Nuevo la reina convidaba a comer al rey y al virrey; y estos hacían lo mismo en la fiesta de los Reyes. 
Durante este tiempo, los componentes del Reinado pasaban al anochecer por las casas del pueblo cantando villancicos y entradillas; y recibiendo las propinas correspondientes de los moradores de los hogares. Precisamente esas entradillas con que iniciaban los cantares, en los años novenita del pasado siglo XX, legaron al conocimiento de algunos miembros del Consejo de Investigaciones Científicas, para alegría suya. Pues forman esas entradillas un género poético peculiar de la Edad Media, que se creía perdido; pero que ha perdurado en Hacinas, y, al parecer, en un pueblo portugués del Algarve.

### Asociaciones
- Amigos de Hacinas, asociación dedicada a la edición de la revista trimestral del mismo nombre desde 1980 y de la organización de diversos actos culturales.
- Grupo de danzas Santa Lucía
- Asociación juvenil Jóvenes de Hacinas
- Club Deportivo Hacinas
- Asociación de amas de casa El Reinado
- Dulzaineros de Hacinas
- Club de cazadores de Hacinas

### Revista Amigos de Hacinas
La Revista amigos de Hacinas se editó por primera vez a finales de 1980 y desde entonces no ha dejado de salir a la calle cada trimestre. A finales de este año, 2022, saldrá a la luz el número 178. Dicha revista no solo forma parte del patrimonio cultural de Hacinas, sino también de la provincia.

### Premios
- Premio Amigos de Hacinas: distingue los méritos realizados en favor de los valores del municipio.[5]

## Administración y política
En los últimos años, se ha realizado un estimable esfuerzo por parte de las autoridades municipales para eliminar las barreras arquitectónicas en la vía pública y centros oficiales. Este plan plurianual, ya ha merecido un reconocimiento por parte del Ministerio de Sanidad y Política Social de España al otorgar al Ayuntamiento el premio Reina Sofía de Accesibilidad 2009, que concede el Real Patronato sobre Discapacidad.